# Yoann Touzghar
Yoann Touzghar (* 28. November 1986 in Avignon, Frankreich) ist ein tunesisch-französischer Fußballspieler.

## Karriere

### Klub
Er startete seine Karriere in der Jugend der AS Cannes, von wo er zur Saison 2005/06 in die erste Mannschaft des RC Grasse wechselte. Dort lief er fünf Jahre für den Klub auf und zog dann zur Saison 2010/11 zum SC Amiens weiter. Diese verliehen ihn für die Spielzeit 2012/13 an den RC Lens. Diesen Übernahmen ihn nach Ablauf der Spielzeit dann auch für eine Summe von 500.000 €. Mit diesen gelang es ihm dann auch darauffolgenden aus der Ligue 2 aufzusteigen.
Zur Runde 2015/16 verließ er erstmals Frankreich und schloss sich in Tunesien für diese Spielzeit Club Africain an. Anschließend kehrte er aber ablösefrei wieder in sein Geburtsland zurück und spielte ab nun für AJ Auxerre. Bereits nach einem halben Jahr wechselt er aber weiter zum FC Sochaux, wo er dann bis zum Ende der Saison 2017/18 verblieb. Anschließend wechselte er dann weiter zu Troyes und seit Ende August 2022 ist er bei AC Ajaccio aktiv.

### Nationalmannschaft
Seinen ersten bekannten Einsatz für die tunesischen A-Nationalmannschaft hatte er am 12. Juni 2015, bei einem 8:1-Sieg über Dschibuti, während der Qualifikation für den Afrika-Cup 2017. Hier stand er in der Startelf und machte auch gleich in der 81. Spielminute sein erstes Länderspieltor. Über die nächsten Monate war er noch in drei Qualifikationsspielen für die Weltmeisterschaft 2018, sowie einem Freundschaftsspiel aktiv.
Danach wurde er schließlich nach langer Pause für den finalen Kader beim Afrika-Cup 2022 nominiert und kam auch in der Gruppenpartie gegen Mali zu Einsatzzeit.